# Göran Hägglund
Bo Göran Hägglund, född 27 januari 1959 i Degerfors i Örebro län, är en svensk politiker (kristdemokrat). Han var mellan 2004 och 2015 partiledare för Kristdemokraterna, mellan 2006 och 2014 socialminister och mellan 1991 och 2015 riksdagsledamot.
Den 29 januari 2015 aviserade Hägglund att han ämnade avgå som partiledare för Kristdemokraterna vid ett extrating under våren 2015. I samband med att han 25 april 2015 efterträddes som partiledare av Ebba Busch Thor slutade han även som riksdagsledamot.
Hägglund övergick 2016 till att arbeta som PR-konsult för PR-företaget Narva och satt en tid i Aleris bolagsstyrelse. Sedan 2018 är han styrelseordförande i Samtrafiken i Sverige AB. 2020 fick han även uppdraget att leda Systembolagets styrelse. Vidare är han sedan 2016 styrelseordförande i vårdföretaget Feelgood samt sedan 2019 ledamot i elnätsbolaget Ellevio.

## Biografi
Hägglund är son till metallarbetarna Evert Hägglund (1922–2006) och Linnéa Hägglund (fd Pettersson) (1920–63). Han föddes i Degerfors av finlandssvenska föräldrar, som kom dit från Finland på 1950-talet. Fadern Evert gifte om sig  med Elisabet, som tog över rollen som mor. 1978 flyttade han till Jönköping, och han bodde i 20 års tid i Bankeryd i samma kommun. 2011 flyttade han åter in till själva Jönköping. Han är gift och har två barn.
Han har varit politiskt engagerad sedan ungdomsåren, först inom Kristdemokratiska Ungdomsförbundet (KDU) där han bland annat satt i förbundsstyrelsen under några år och var ordförande för dess internationella utskott. Han har också arbetat som ombudsman för KDU. Åren 1982–1986 var han ledamot av kommunfullmäktige i Jönköpings kommun och 1985–1988 var han kanslichef för kristdemokraternas riksdagskansli.
Efter valet 1988 tog Hägglund en paus från politiken och började arbeta som försäkringskonsult för Wasa Liv mellan 1988 och 1989. Efter en tid bytte han arbete till placeringsrådgivare hos fondkommissionärsfirman Alfred Berg och arbetade där under åren 1989-1991. Från september 2015 fram till september 2019 satt Göran Hägglund i styrelsen för Aleris.
Åren 2015–2016 medverkade Hägglund i SVT:s TV-program På spåret tillsammans med Anna Ekström. Duon kom tvåa i tävlingen efter att i finalen förlorat mot Elisabet Höglund  och Jesper Rönndahl. Säsongen 2016-2017 medverkade Hägglund i På Spåret tillsammans med Olivia Wigzell. Laget åkte ut i gruppspelet.

## Utbildning
Hägglund har social gymnasial utbildning, branschgemensam utbildning inom försäkringssektorn samt företagsintern utbildning inom finanssektorn.

## Riksdagsuppdrag
När dåvarande KDS för första gången klarade riksdagsspärren 1991 valdes Hägglund in i riksdagen för Jönköpings läns valkrets och blev samtidigt gruppledare för partiets riksdagsgrupp. I riksdagen var han ordförande i bostadsutskottet 2002–2004 samt ledamot av näringsutskottet (1991–2002), krigsdelegationen (1998–2002, 2004–), utrikesnämnden (2004–2006), riksdagsstyrelsen (2000–2002) och valberedningen (1998–2004). År 2002 efterträddes Göran Hägglund som kristdemokratisk gruppledare i riksdagen av Stefan Attefall. Hägglund var 2006–2014 invald i riksdagen för Stockholms kommuns valkrets och 2014–2015 för Hallands läns valkrets.
Hägglund var ålderspresident i form av längst sittande samt äldsta av längst sittande (dåvarande) riksdagsledamoter från att Per Westerberg avgick 30 december 2014 till att Göran Hägglund själv lämnade riksdagen 25 april 2015.

## Partiledare

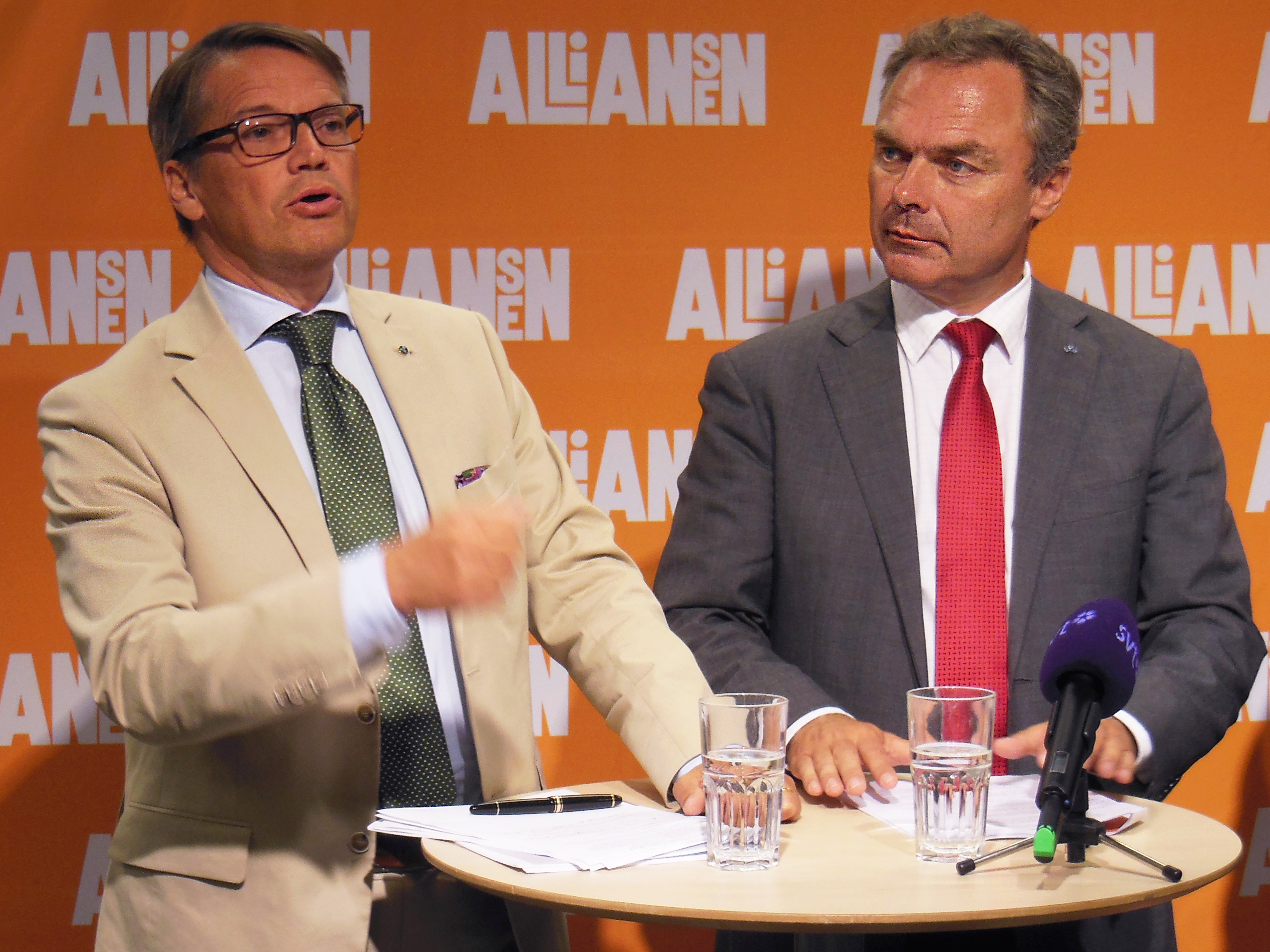
Göran Hägglund och Jan Björklund vid en presskonferens i september 2013.

Den 3 april 2004 efterträddes Alf Svensson av Hägglund som partiledare för kristdemokraterna. Efter valet 2006, som de borgerliga partierna inom Allians för Sverige vann, blev Hägglund socialminister i den nya koalitionsregeringen.
Hägglund ledde kristdemokraterna i tre riksdagsval, 2006, 2010 och 2014, vilka alla innebar tillbakagång för partiet.
Den 16 september 2009 publicerade Dagens Nyheter ett idépolitiskt debattinlägg där Göran Hägglund framförde kritik mot vad han ansåg var en radikal elit som sätter tonen i det svenska offentliga livet och "talar [...] om för andra hur de skall leva sina liv". Debattinlägget kan anses vara en fortsättning på det tema som Hägglund lanserade under Almedalsveckan i juni 2009, då han bland annat myntade begreppet "verklighetens folk".
Under hösten 2011 utmanades han av partikollegan Mats Odell om posten som partiledare, men på ett extra riksting den 28 januari 2012 fick Hägglund förnyat förtroende på posten som partiledare. Hägglund deltog som talare på Almedalsveckan elva år i rad 2004–2014.
Den 29 januari 2015 aviserade Hägglund via twitter att han avgår som partiledare för Kristdemokraterna.

## Socialminister
Hägglund utsågs till statsråd och chef för Socialdepartementet (socialminister) vid skifteskonseljen den 6 oktober 2006, ett uppdrag han fick förnyat förtroende för i riksdagsvalet 2010 och som han lämnade efter valnederlaget i riksdagsvalet 2014. Hans främsta ansvarsområde som minister var sjukvården.